# センゴク兄弟
『センゴク兄弟』（センゴクきょうだい）は、東郷隆による日本の小説および、小説を原作とした細川忠孝による同名の漫画作品。仙石秀久の兄・仙石久勝を主人公に据えた作品。講談社刊『月刊ヤングマガジン』に2010年から2013年まで掲載された。

## あらすじ
永禄6年、美濃国の国人たちは斎藤家か尾張国の織田家に付くか、その進退を迫られていた。その最中、斎藤家臣の仙石家は織田家に付く決断をした。それにより、斎藤家に近い立場にいた嫡男の久勝は廃嫡されてしまったが、久勝はそれを悔いることなく一家臣として孫次郎を支える決意を固めた。しかし、斎藤家の実権を巡る争いに巻き込まれた久勝は、竹中半兵衛らと共に稲葉山城の乗っ取りを敢行し、孫次郎に害が及ばないように、美濃を離れることになる。

## 登場人物

### 仙石家
仙石久勝（せんごく ひさかつ）
通称は新八郎。本作の主人公。孫次郎の兄。数々の武勇伝に彩られる剣豪で、幼少期には龍興の小姓を務めた。美濃の名門・仙石家の跡取りとして育てられてきたが、仙石家が織田家へ鞍替えする際に、跡取りの座を弟・孫次郎に譲る形で廃嫡される。
弟・孫次郎との仲は良好であり、家臣として仙石家を守るため、その剣術を振るう。その腕前は重治をして「虎」と言わしめる程である。半兵衛と共に稲葉山城乗っ取りを行った際、廃嫡された己の存在意義を問う姿が描かれた。激闘の末に義高を討ち取り稲葉山城を乗っ取ったが、半兵衛の配慮により記録に名が記されることはなかった。乗っ取り事件終結後、桔梗・馬五郎と共に美濃を離れる。
仙石秀久（せんごく ひでひさ）
幼名は阿勝。通称は孫次郎、権兵衛。久勝の弟。家督争いを避けるため、越前国の萩原家に養子に出されていたが、父・久盛によって呼び戻され、兄・久勝に代わり仙石家の家督を継いだ。兄・久勝との仲は良好である。
鵜沼での織田軍との戦で敵将・那古野弥一郎を討ち取り、初陣を飾った。
仙石久盛（せんごく ひさもり）
通称は治兵衛。久勝・孫次郎の父で仙石家当主。かつて織田信秀との戦で獅子奮迅の活躍を見せた猛将。斎藤家を見限り、織田家への鞍替えを決断。斎藤家に近い久勝を廃嫡し、代わって孫次郎に家督を譲った。
河原源五左衛門（かわはら げんござえもん）
仙石家臣。若い頃は「弓取り源五」と呼ばれた武将だった。家中では「河爺」と呼ばれている。
猪又三郎（いのまた さぶろう）
通称は勘解由。仙石家臣。楓には「ニワトリ頭」と言われている。若く感情的な面はあるが、家中ではその能力を高く評価され信頼されている。
桔梗（ききょう）
土岐頼芸の落胤であり、斎藤道三によって追放された際、久盛に託された。
久勝とは相思相愛の間柄であり、結婚することが決まっていたが、久勝の廃嫡により家督を継いだ孫次郎と結婚させられる。しかし、孫次郎の計らいにより婚約は破棄され、晴れて久勝の許に嫁いだ。
楓（かえで）
桔梗の侍女で、姉妹同然の間柄。三郎とは互いに軽口を言い合う仲で、三郎のことを憎からず想っている。義高の手勢に屋敷を襲撃された際、桔梗と共に脱出したが、直後に斎藤利雄に射殺される。

### 斎藤家
斎藤龍興（さいとう たつおき）
通称は喜太郎、治部大輔。別名は一色義棟。斎藤家当主。政を義高に任せ女色に耽り、重臣たちを遠ざけていたが本心ではなく、義高に排除されるのを防ぐために、あえて暗愚な当主を演じていた。
織田家の侵攻に有効な手を打てずにいることに焦燥感を募らせている。
斎藤義高（さいとう よしたか）
通称は飛騨守。出頭人として龍興の寵愛を受け、国政を牛耳っている。無抵抗の公界人を斬殺するなど残忍な人物。
極貧の身から斎藤家に取り入った成り上がり者であり、最終的には龍興を排して国主の座を奪うつもりだった。意に沿わない重臣たちの粛清を行っており、その一環として仙石家の抹殺を図るが、半兵衛による稲葉山城乗っ取りの際に久勝に討ち取られる。
斎藤利雄（さいとう としかつ）
通称は蔵人、名は利勝とも。斎藤家臣。義高の命を受け仙石家の屋敷を襲撃し、鷲巣の死後は侍大将となった。
久勝に対抗心を抱いており、龍興に武勇の無さを指摘され激昂し、残忍な人格に変貌する。堂洞の合戦で久勝との一騎討ちに敗れ、討ち取られる。
竹中重治（たけなか しげはる）
通称は半兵衛。斎藤家臣で菩提山城城主。義父・安藤守就が義高に辱めを受けた事に激昂し、久勝と共に稲葉山城乗っ取りを敢行する。乗っ取り成功後は久勝に罪が及ばないように配慮し、菩提山城を退去し浪人となる。
竹中久作（たけなか きゅうさく）
重治の弟。後の竹中重矩。稲葉山城乗っ取りに加わる。
長井道利（ながい みちとし）
通称は隼人正。斎藤家臣。義高死後に、龍興の補佐役になる。
安藤守就（あんどう もりなり）
通称は伊賀守。美濃三人衆の一人で重治の義父。龍興に諫言を繰り返すものの聞き入れられず、謹慎を命じられる。半兵衛の稲葉山城を乗っ取り後は、共に稲葉山城の政務を執り行う。
氏家卜全（うじいえ ぼくぜん）
通称は常陸介。美濃三人衆の一人。織田家への鞍替えを図る。
稲葉良通（いなば よしみち）
通称は右京亮。美濃三人衆の一人。織田家への鞍替えを図る。
鷲巣直正（わしす なおまさ）
通称は二郎。斎藤家随一の豪傑で、道三の代から仕えてきた。龍興への諫言を繰り返したため、城内に幽閉されていた。
久勝・半兵衛らの襲撃に際し解放され、久勝と刃を交えたが、討ち取られた。死の間際、久勝に己の存在意義を問い掛けた。
揖斐甲斐介（いび かいのすけ）
鷲巣に並ぶ豪傑で、道三の代から斎藤家に仕えてきた。龍興への諫言を繰り返したため、城内に幽閉されていた。
久勝・半兵衛らの襲撃に際し解放され、龍興の護衛を務める。
長井主膳（ながい しゅぜん）
飛騨四人衆筆頭で、義高の右腕。義高が討死した際に追腹を切ろうとするが、重治に諭され思い留まる。乗っ取り事件終結後、龍興の補佐役になる。
川辺五郎左（かわべ ごろうざ）
飛騨四人衆の一人。義高が討死した際に追腹を切ろうとするが、重治に諭され思い留まる。
古淵左馬助（こぶち さまのすけ）
飛騨四人衆の一人。義高が討死した際に追腹を切ろうとするが、重治に諭され思い留まる。
塚野清十郎（つかの せいじゅうろう）
飛騨四人衆の一人。重治に闘いを挑むが、討ち取られる。
蛇光丸（じゃこうまる）
利雄の息子。鵺衆「蛇」。矢を縄に結んだ武器をヌンチャクのように用いて戦う。
飄々とした態度で合戦に挑み久勝に興味を抱き、堂洞の合戦後は浪人となり、父を討った久勝への復讐を誓う。
西村勝虎（にしむら かつとら）
通称は五郎。鵺衆「虎」。二刀流を用いて戦う。
堂洞の合戦での久勝との戦いで左腕を失う。合戦後は浪人となり、久勝への復讐を誓う。
荒尾狸大夫（あらお りだゆう）
鵺衆「狸」。怪力の持ち主で、巨大な棍棒を用いて戦う。堂洞の合戦で久勝に討ち取られる。
猿若太郎次郎（さるわか たろうじろう）
鵺衆「猿」。二本の斧を用いて戦う。堂洞の合戦で才蔵と半蔵に討ち取られる。
石津兵庫（いしづ ひょうご）
氏家家臣。越前から美濃へ戻る孫次郎を護衛した。
河野余市郎（こうの よいちろう）
稲葉家臣。良通の名代として仙石家との謀議に出席する。
大沢次郎左衛門尉（おおざわ じろうざえもんのじょう）
斎藤家臣で鵜沼城城主。仙石勢の加勢を出迎える。
山崎直行（やまざき なおゆき）
通称は兵庫介。義高が雇った京の兵法者。稲葉山城を訪れた久勝の暗殺を図るが、返り討ちに遭う。

### 織田家
織田信長（おだ のぶなが）
通称は上総介、弾正忠。織田家当主。美濃攻略を目指している。
丹羽長秀（にわ ながひで）
通称は五郎左衛門。織田家臣。美濃勢の調略を任せられている。
森可成（もり よしなり）
通称は三左衛門。織田家臣。信長の尾張統一に尽力し、その武功により「攻めの三左」と呼ばれている。
利雄を討つために訪れた久勝らに陣借りを許す。
那古野弥一郎（なごや やいちろう）
織田家臣。信秀の代から仕えており、小豆坂の戦いでは一番槍を挙げ、その武功により「槍仕弥一」と呼ばれている。
自分よりも強い相手を探し求め、鵜沼攻めに軍目付として従軍。仙石勢を一騎で圧倒したが、久勝・孫次郎に討ち取られた。
前野長康（まえの ながやす）
通称は将右衛門。織田家臣。五郎兵衛・七左衛門の兄。
前野五郎兵衛（まえの ごろうべえ）
織田家臣。川並衆を率いて鵜沼攻めに従軍。粗野な性格をしている。
前野七左衛門（まえの しちざえもん）
織田家臣。川並衆を率いて鵜沼攻めに従軍。孫次郎を射殺そうとしたが、三郎の返り討ちに遭い討死した。
織田信清（おだ のぶきよ）
犬山城城主。斎藤家に付き信長を牽制するが、長秀に支城を調略され孤立し、城を棄て逃亡する。
和田新介（わだ しんすけ）
信清の家臣。長秀に調略され、信長に臣従する。
中嶋豊後守（なかじま ぶんごのかみ）
信清の家臣。長秀に調略され、信長に臣従する。

### その他の人物
道可（どうか）
仙石家本領に近い水越村に住む男。仙石家とは長年の付き合いがある。越前から戻った孫次郎一行を出迎えるが、その情報を孫次郎の命を狙う一団に流した。
公界人頭領
伊奈波神社に住む公界人たちを束ねる男。仲間を虐殺する義高を制止した久勝に恩義を感じ、義高による久勝謀殺計画を伝え、久勝に助力する。
馬五郎（うまごろう）
頭領の推薦で久勝の護衛に加わった公界人。巨大な体格をしており、それに相応しい怪力の持ち主である。
善兵衛（ぜんべえ）
伊勢長島の商人。馬五郎の顔見知りで、美濃を離れた久勝らを迎え入れる。
可児才蔵（かに さいぞう）
美濃・可児家の息子。宝蔵院流槍術を学ぶため京を目指すが、誤って伊勢長島に行き着いてしまう。
守り役の山じいを利雄に殺されたことから、利雄に復讐するため久勝と共に織田家の陣に加わる。
山じい（やまじい）
才蔵の守り役。斎藤家と織田家のどちらに付くかを決めるため、才蔵を美濃に連れ戻すため伊勢長島を訪れるが、帰路で利雄に殺される。
半蔵（はんぞう）
各地の戦場を渡り歩く浪人三人衆の筆頭。可成の陣借り溜まり場を仕切っていたが、久勝の強さを見て仕切りの権利を譲る。
弥津（やづ）
浪人三人衆の一人。堂洞城への忍び物見の際に、蛇光丸に討たれる。
四五郎（しごろう）
浪人三人衆の一人。堂洞城への忍び物見の際に、猿若に討たれる。

## 書誌情報

### 小説
- 東郷隆（著） / 宮下英樹（イラスト） 『センゴク兄弟』 講談社、2009年10月29日発売[1]、ISBN 978-4-06-215844-2
  - 「文庫版」2010年9月15日発売[2]、ISBN 978-4-06-276760-6

### 漫画
- 東郷隆（原作） / 細川忠孝（作画） 『センゴク兄弟』 講談社〈ヤンマガKCスペシャル〉、全6巻
  1. 2011年3月4日発売[3]、ISBN 978-4-06-382012-6
  2. 2011年10月6日発売[4]、ISBN 978-4-06-382089-8
  3. 2012年3月6日発売[5]、ISBN 978-4-06-382149-9
  4. 2012年10月5日発売[6]、ISBN 978-4-06-382227-4
  5. 2013年3月6日発売[7]、ISBN 978-4-06-382275-5
  6. 2013年10月4日発売[8]、ISBN 978-4-06-382361-5